# 德罗库尔
德罗库尔（法語：Drocourt，法語發音：[dʁɔkuʁ]）是法国上法蘭西大區加来海峡省的一个市镇，属于朗斯区。

## 地理
德罗库尔（50°23'28"N, 2°55'36"E）面积3.4 平方千米，位于法国上法蘭西大區加来海峡省，该省份为法国北部沿海省份，西北濒北海，南至索姆省，东临北部省。
与德罗库尔接壤的市镇（或旧市镇、城区）包括：埃南-博蒙、伊泽勒莱塞凯尔尚、鲁夫鲁瓦、布瓦贝尔纳。

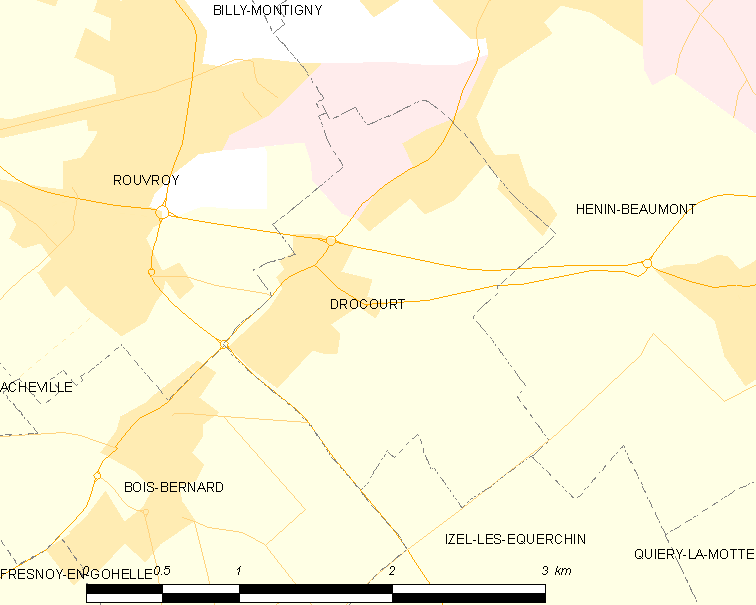
德罗库尔的OSM定位图

德罗库尔的时区为UTC+01:00、UTC+02:00（夏令时）。

## 行政
德罗库尔的邮政编码为62320，INSEE市镇编码为62277。

## 政治
德罗库尔所属的省级选区为埃南-博蒙第二县。

## 人口

1962-2008年间德罗库尔人口变化图示

德罗库尔于2022年1月1日时的人口数量为2952人。